# تاكر ماكس
تاكر ماكس (بالإنجليزية: Tucker Max)‏ هو منتج أفلام وكاتب سيناريو أمريكي، ولد في 27 سبتمبر 1975 في أتلانتا في الولايات المتحدة.

## وصلات خارجية
- تاكر ماكس على موقع IMDb (الإنجليزية)
- تاكر ماكس على موقع قاعدة بيانات الفيلم (الإنجليزية)